# Hermann Passen

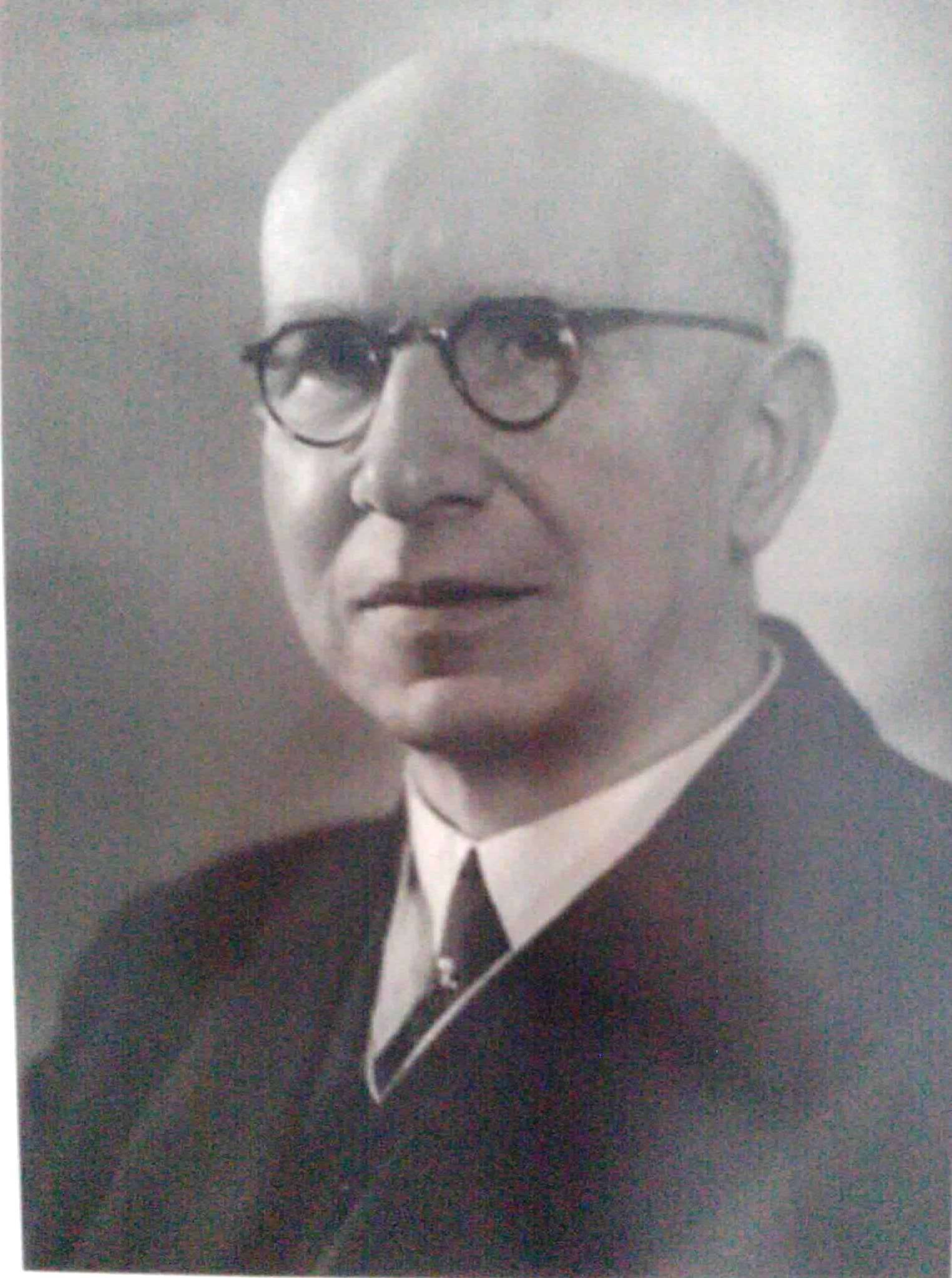
Hermann Passen (um 1948)

Hermann Passen (* 25. September 1882 in Krefeld; † 28. August 1949 ebenda) war ein deutscher Kommunalpolitiker (CDU). Er war von 1947 bis 1949 Oberbürgermeister von Krefeld.

## Leben
Nach dem Besuch eines Gymnasiums absolvierte Passen eine kaufmännische Lehre und weitere fachliche Ausbildung. Von 1908 bis 1915 war er Geschäftsführer der Zentrumspartei in Krefeld. Während des Ersten Weltkriegs war Passen bei der Reichsstelle für Gemüse und Obst in Berlin beschäftigt, nach dem Krieg wurde er Direktor der Deutschen Vacuum Oil AG in Düsseldorf und Duisburg. Nach dem Zweiten Weltkrieg war er im Entnazifizierungs-Hauptausschuss für den Stadtkreis Krefeld tätig.
Passen wurde zum Krefelder Oberbürgermeister gewählt und hatte dieses Amt vom 24. Februar 1947 bis zu seinem Tod am 28. August 1949 inne.